# Gladiolus abyssinicus
Gladiolus abyssinicus är en irisväxtart som först beskrevs av Adolphe-Théodore Brongniart och Lem., och fick sitt nu gällande namn av Benjamin Daydon Jackson. Gladiolus abyssinicus ingår i släktet sabelliljor, och familjen irisväxter. Inga underarter finns listade i Catalogue of Life.